# Emba (rzeka)

Przebieg rzeki

Emba (ros. Э́мба, kaz. Ембі – Jemby, Жем – Żem) – rzeka w północno-zachodnim Kazachstanie, w zlewisku Morza Kaspijskiego. Długość – 712 km, powierzchnia zlewni – 40,4 tys. km². Reżim śnieżny z maksimum w kwietniu i maju.
Emba wypływa na zachodnich stokach północnego krańca gór Mugodżary i płynie na południowy zachód przez Płaskowyż Uralski. Po wypłynięciu na Nizinę Nadkaspijską zmienia kierunek na zachodni i kończy bieg wśród słonych bagien na północnym wybrzeżu Morza Kaspijskiego. Około 20 km od brzegu dzieli się na trzy ramiona – Kara-uzjak, Kijan i Kułok. Do morza dociera tylko przy wysokim stanie wody. Poza okresem maksimum często wysycha, dzieląc się na łańcuch jeziorek. Woda wysoko zmineralizowana – w górnym biegu od 0,15-0,2 g/l wiosną do 0,8 g/l, w dolnym biegu od 1,5-2 g/l wiosną do 3-5 g/l latem. Największe dopływy Temir (p.) i Atsaksy (l.). Podczas wiosennego wezbrania Emba niesie znaczne ilości osadów.
W dolinie Emby leżą złoża ropy naftowej i gazu ziemnego.
Niekiedy biegiem Emby prowadzi się granicę między kontynentami europejskim i azjatyckim.